# ریو (ویرجینیای غربی)
ریو (به انگلیسی: Rio) یک منطقهٔ مسکونی در ایالات متحده آمریکا است که در شهرستان همپشر، ویرجینیای غربی واقع شده‌است.